# Cassandra Marinoni
Cassandra Marinoni (Milano, 1503 circa – Soragna, 19 giugno 1573) è stata una nobile italiana, nota come "Donna Cenerina", marchesa consorte di Soragna, in quanto sposa di Diofebo II Meli Lupi.

## Biografia

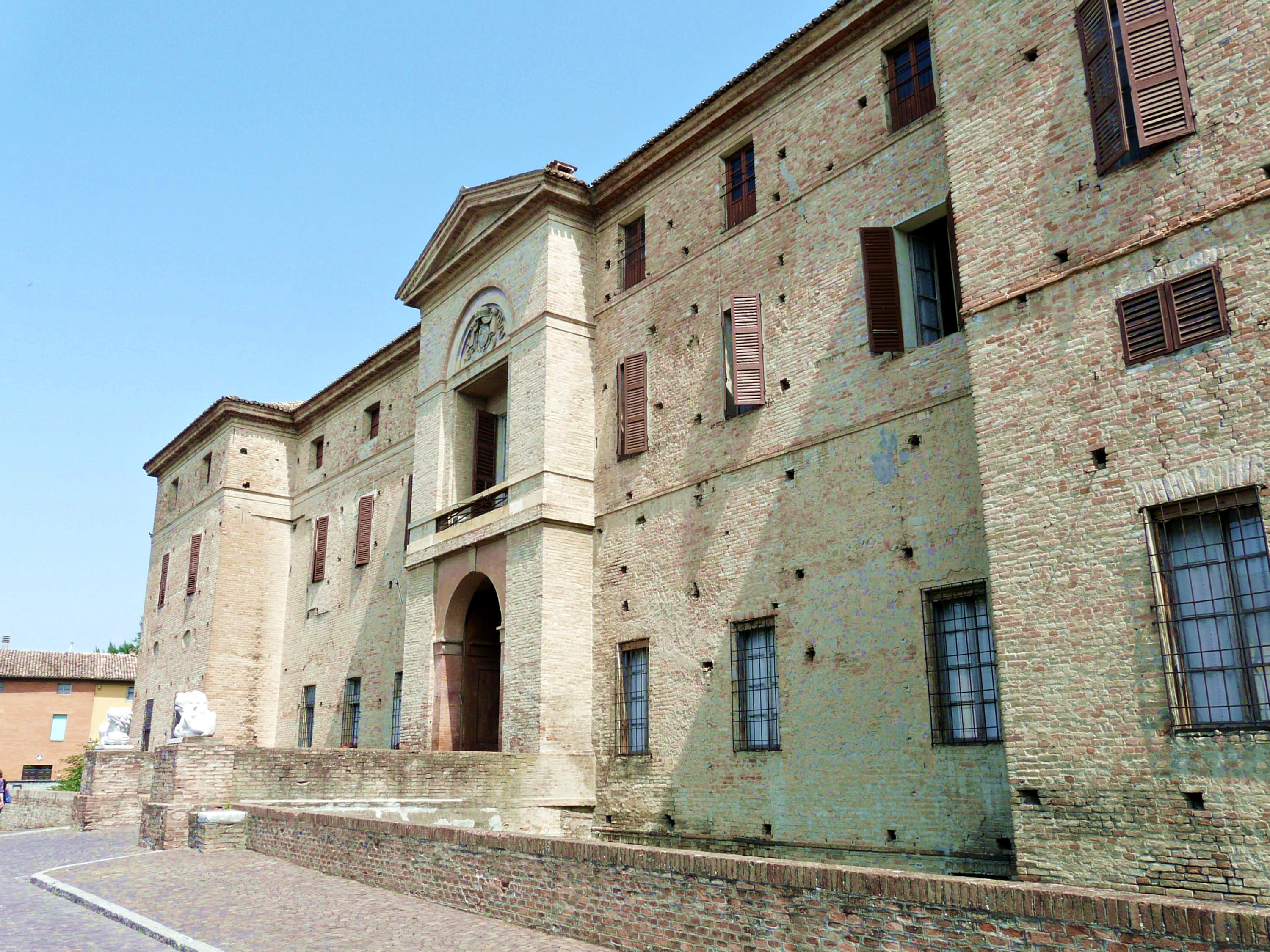
La rocca Meli Lupi di Soragna

Figlia di Gerolamo Marinoni e di Ippolita Stampa, sposò nel 1548 a Cassano d'Adda Diofebo II Meli Lupi (1532-1591), condottiero e marchese di Soragna (1543-1591).
A causa delle frequenti assenze del marito, Cassandra amministrò spesso il marchesato.
Il 18 giugno 1573, mentre si trovava a Cremona ospite della sorella Lucrezia, moglie separata del conte Giulio Anguissola di Piacenza, venne da questi barbaramente uccisa a pugnalate. Anche la sorella, forse per questioni ereditarie,  seguì la stessa sorte: il consorte aveva simulato un tentativo di riconciliazione. Cassandra fu subito portata a Soragna dove il giorno dopo morì e fu sepolta nella chiesa dei Serviti. Diofebo fece ricorso contro il colpevole presso il re di Spagna Filippo II, ma il delitto restò impunito e l'Anguissola, rifugiatosi nel frattempo a Venezia, venne condannato alla pena di morte in contumacia.
Intorno al 1555-1556 i marchesi Meli Lupi fecero coniare una medaglia in bronzo con l'effigie di Cassandra. La medaglia, firmata Petrus Paulus Romanus, ovvero l'incisore Pier Paolo Galeotti, può ascriversi al biennio citato, quando cioè il figlio Giampaolo II all'età di sei anni ebbe pure per lui battuta una moneta celebrativa.

### La leggenda della Donna Cenerina
La leggenda vuole che il fantasma di Cassandra, chiamato "Donna Cenerina" per il pallore dell'incarnato o per il colore dei capelli, percorra di notte le sale della rocca Meli Lupi di Soragna, e che si materializzi per annunciare disgrazie a un membro della famiglia. Nella Sala del Biliardo Antico è possibile ammirare il suo ritratto.

## Discendenza
Cassandra e Diofebo ebbero due figli:
- Giampaolo II (1550-1571), morto precocemente, sposò Isabella Pallavicino e fu padre di Giampaolo III, marchese di Soragna (1591-1649), succeduto al nonno Diofebo II;[9]
- Alessandro, fu maestro di camera del duca di Parma Ranuccio I Farnese.[10]